# Delphyne Heymann
Delphyne Heymann (n. 24 noiembrie 1966, Chamonix-Mont-Blanc, Rhône-Alpes, Franța) este o biatlonistă ce a reprezentat Franța, medaliată olimpică. A participat la 3 ediții ale Jocurilor Olimpice (1992, 1994, 2002) în care a câștigat o medalie de bronz.